# Born to Be Free
"Born to Be Free" é uma canção da banda de heavy metal japonesa X Japan, lançada oficialmente como single em 6 de novembro de 2015 e composta por Yoshiki.
Alcançou a posição 21 na Billboard Japan Hot 100. Liderou as paradas de rock do iTunes na França, Suécia, México, Peru, Argentina, Singapura, Taiwan, Hong Kong, Macau e Japão.

## Antecedentes e lançamento
Yoshiki disse que deseja que os ouvintes interpretem "Born to Be Free" como um reflexo de sua própria jornada pessoal; "Todos nós nascemos livres para sonhar o que quisermos sem limites." Foi gravado em Los Angeles no próprio estúdio de gravação de Yoshiki, o qual era anteriormente conhecido como Larrabee East, e mixado por Chris Lord-Alge.
A canção foi revelada pela primeira vez em 1º de julho de 2010 no Club Nokia em Los Angeles durante as filmagens de seu videoclipe, que aconteceu após uma apresentação acústica da banda.
A gravação final fez a sua estreia em um áudio limitado a 24 horas, no site oficial da Metal Hammer em 13 de Outubro de 2015. O alto tráfego fez com que o site deixasse de funcionar várias vezes. "Born to Be Free" foi disponibilizada para download em 6 de novembro, marcando seu lançamento oficial. É o segundo single do próximo álbum do X Japan, ainda não lançado. Foi usado em um comercial de televisão para o filme Last Knights.
Em uma entrevista ao Metal Hammer em 8 de novembro de 2017, Yoshiki disse que "Born to Be Free" era sua canção favorita do X Japan. Ele disse: "Essa é a música que eu realmente gosto de tocar. Muitas músicas como "X" ou "Kurenai" foram muito difíceis de tocar. São rápidas e pesadas. Então, quando estou tocando-as, estou gostando, mas também  sofrendo ao mesmo tempo. Porém Born To Be Free me deixa muito feliz."

## Videoclipes
Um videoclipe da banda tocando "Born to Be Free" em frente a uma plateia ao vivo foi filmado no Club Nokia em 1º de julho de 2010. O vídeo foi dirigido por Yoshiki e, com a cooperação da Panasonic, foi filmado usando um novo protótipo de câmera 3D, além das câmeras 2D normais. O criador de quadrinhos Stan Lee faz uma pequena aparição como Satanás. A filmagem e o videoclipe ainda não foram lançados oficialmente.
Um segundo videoclipe, criado usando várias filmagens ao vivo da banda e depoimentos de fãs, estreou no site oficial da Kerrang! em 19 de novembro de 2015.

## Faixas
Todas as faixas escritas e compostas por Yoshiki. 
| N.º | Título            | Duração |  |
| 1.  | "Born to Be Free" | 5:32    |  |

## Ficha técnica
X Japan
- Toshi - vocais
- Sugizo - guitarra, violino
- Pata - guitarra
- Heath - baixo
- Yoshiki - bateria, piano

Músicos adicionais
- Katie Fitzgerald - narração